# محاسب عام معتمد

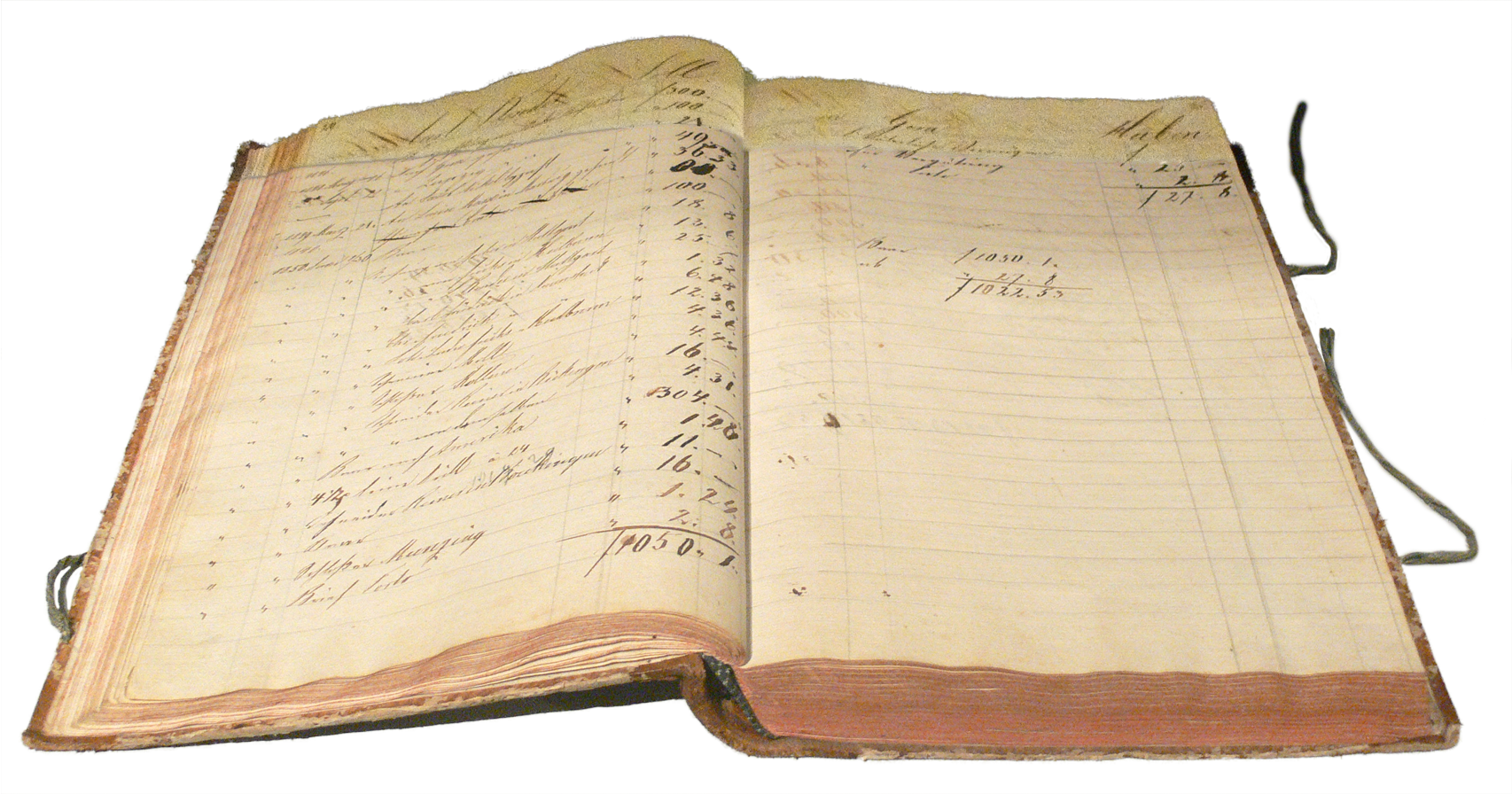

محاسب عام معتمد هو لقب مهني يُمنح للمحاسبين الكنديين. يُخول الشخص الذي يستوفي متطلبات التعليم، الخبرة، والامتحان لجمعية المحاسبين الكنديين العامين المعتمدين لاستخدام اللقب المهني وإضافة الحروف «سي جي إيه» إلى لقبهم. المحاسب العام المعتمد هو عضو مشترك لجمعية المحاسبين الكنديين العامين المعتمدين في كندا وجمعية المحاسبين العامين الإقليمية والمحلية، أو جمعية المحاسبين العامين خارج البلد.
يعمل المحاسبون العامون المعتمدون في أنحاء العالم في الصناعة، التجارة، المالية، الحكومة، المهن العامة والقطاعات غير الربحية. تعمل جمعية المحاسبين الكنديين العامين المعتمدين مع منظمة المحاسبين المحترفين المجازين في كندا لتوحيد العمليات تحت راية المحاسبين المحترفين المجازين في 2014. يُمنح أولئك الذين يحملون لقب المحاسب العام المعتمد بشكل تلقائي لقب محاسب محترف مجاز ويطلب منه استخدام اللقبين بتزامن حتى عام 2024، (مدون بشكل سي جي إيه، سي بي إيه) ومن ثم يُعدل إلى لقب المحاسب المحترف المجاز وحده. وقد أُسس أيضًا معهد المحاسبين العامين المعتمدين في بنغلاديش.
عُرفت الجمعية الوطنية لأول مرة باسم جمعية المحاسبين الكنديين، وقد أُسست في عام 1908 من قبل ثلاثي من محاسبي سكك حديد المحيط الهادئ الكندية في مونتريال، كيبيك. ومُنحت جمعية المحاسبين العامة (كما كانت معروفة في ذلك الوقت) بعد خمس سنوات، في عام 1913، امتيازًا من حكومة كندا. وبحلول منتصف الأربعينيات؛ أُسست فروع الجمعية من الساحل للساحل. وأُسست لاحقًا فروع الجمعية الإقليمية، المحلية والدولية (خارج البلد) تحت دساتيرهم الخاصة.
تُنظم حقوق التدقيق من قبل الحكومات الإقليمية. يمكن للمحاسبين المعتمدين والمحاسبين العامين المعتمدين فقط في جزيرة الأمير إدوارد ممارسة المحاسبة والتدقيق بما يتوافق مع قانون المحاسبة العامة والتدقيق. يسمح فقط في جميع الأقاليم الأخرى، ماعدا كيبيك وأونتاريو (المفصلين أدناه) للمحاسبين المعتمدين وللمحاسبين المعتمدين العامين، ومحاسبي الإدارة المعتمدين القيام بالتدقيق على الشركات العامة.
سمحت كيبيك وأونتاريو فقط تاريخيًا للمحاسبين المعتمدين بتدقيق الشركات العامة، وقد أصدرت حكومة اونتاريو في عام 2004 تشريعًا يمكن المحاسبين المعتمدين والمحاسبين المعتمدين العامين ومحاسبي الإدارة المعتمدين من ممارسة المحاسبة العامة تحت مجلس المحاسبين العامين المُعاد تشكيله، وسُمح للمحاسبين المعتمدين العامين بحلول يونيو عام 2010 بإصدار تقرير التدقيق.
شُكل فريق محلفين في أغسطس عام 2005 بمقتضى الاتفاق على التجارة الداخلية للبت في اعتراض مقدم من قبل جمعية المحاسبين المعتمدين العامين في نيو برونزويك وجمعية المحاسبين المعتمدين العامين في كندا. ووجد أن مقاييس كيبيك تنكر حق المحاسبين المعتمدين العامين في ممارسة المحاسبة العامة في كيبيك لإضعاف التجارة والتغيرات التشريعية الموصى بها. والتزمت حكومة كيبيك بمعالجة المشكلة. وبحلول نوفمبر 2009، «مكَّن التشريع بخصوص إذن المحاسبة العامة لجمعية المحاسبين العامين المعتمدين في كيبيك» المحاسبين المعتمدين المؤهلين من تقديم المجموعة الكاملة من خدمات المحاسبة العامة للشركات الربحية والمدرجة علنيًا.
في 6 نوفمبر 2009، أصدرت أونتاريو إشعار قياس يدَّعي أن اختلاف المواد موجودة بخصوص ممارسة المحاسبة العامة في كندا وحماية المستهلكين من خارج المحاسبين العامين للإقليم سوف يكون مخالفًا لمتطلبات أونتاريو. وقد اعترضت مانيتوبا وساندها كل من ألبيرتا، برتيش كولومبيا وساسكاتشوان على أساس أن نظام أونتاريو يُسبب الضرر للمحاسبين العامين المعتمدين ويُضعف التجارة الداخلية. وتشكل فريق محلفين بمقتضى الاتفاق على التجارة الداخلية وراجع مقالات وعقد جلسة عامة في تورونتو في 29 نوفمبر، 2011. ووجد الفريق أن إشعار القياس لأونتاريو قد أضعفت أو قد تضعف التجارة الداخلية وتسببت أو قد تتسبب بضرر. وأوصت اللجنة أن تمتثل أونتاريو لالتزامات الاتفاق على التجارة الداخلية بحلول 15 أبريل، 2012. والنتيجة مهمة بالنسبة للمحاسبين العامين المعتمدين بسبب أنها تُزيل الحاجز الأخير للتنقل مما يسمح للمحاسبين العامين المعتمدين بممارسة المحاسبة العامة في أي مكان في كندا.
في أكتوبر 2013، عُقد اجتماع استثنائي عام للأعضاء للمصادقة على اتفاق الاندماج بين جمعية المحاسبين العامين المعتمدين في كندا والمحاسبين المحترفين المجازين، والذي كان موافقًا عليه سابقًا من قبل مجلس إدارة جمعية المحاسبين العامين المعتمدين في كندا. وقد تمت الموافقة على اتفاق الاندماج ليُتبنى، ونية جمعية المحاسبين العامين المعتمدين في كندا الآن هي توقيع الاتفاق مع جمعية المحاسبين المحترفين المجازين في كندا وتستمر في العمل باتجاه توحيد المهنة بالكامل في كندا.

## التعليم
يُبنى برنامج التعليم المهني لجمعية المحاسبين العامين المعتمدين في كندا على الكفاءة. ويتطلب التعليم المبني على الكفاءة مرشحين لتأدية المهام والأدوار طبقًا للمعايير المتوقعة في مكان العمل.
تنعكس المعرفة، المهارات والقيم المهنية المطلوبة للمحاسب العام المعتمد في قائمة من الكفاءات. وتمتد هذه الكفاءات على مدى ثلاث جوانب: الاحترافية، القيادة والمعرفة المهنية. وتؤيَّد دوريًا من خلال تحليل استقصاء شامل. يُفصل إطار عمل الكفاءة للمحاسب العام المعتمد الكفاءات الـ 130 المطلوبة للمحاسب العام المعتمد المُجاز حديثًا.
يتألف البرنامج الأكاديمي الكامل من 19 فصلًا، قضيتين متعلقتين بالأعمال، وامتحانات التأهيل المهني، موزعة على سبعة مستويات: المستويات 1 إلى 3 (الدراسات الأساسية)، المستوى 4 (الدراسات المتقدمة)، والمستوى الأخير، التطبيقات المهنية وتقييمات المهارة.
يجب على المحاسب العام المعتمد أن يمتلك شهادة جامعية. ويُطلب من الطلاب إكمال 36 شهرًا من خبرة العمل تحت الإشراف، ولكن في كل الحالات، يُطلب منهم ما لا يقل عن 24 شهرًا. قد تتوفر فيهم متطلبات الخبرة في أي قطاع أعمال وفي مجالات متنوعة.
يجب على المحاسب العام المعتمد أن يكون مُرخصًا كمحاسب عام قبل إصدار تقارير التدقيق. تضمن متطلبات الترخيص 500 ساعة من المحاسبة العامة على الأقل للسنة الواحدة.